# Orde van Sun Yat-sen
De Orde van Sun Yat-sen (China), ook Orde van Dr. Sun Yat-sen genoemd, werd op 12 februari 1941 door de Chinese president Chiang Kai-shek ingesteld als onderscheiding voor bijdragen aan de Chinese ontwikkeling. Deze ridderorde kent slechts één enkele graad: Grootlint. De gedecoreerden dragen het kleinood van de orde aan een breed lint over de schouder en de ster van de orde op de linkerborst.
Toen in 1949 de verslagen Chinese regering naar Taiwan vluchtte bleef deze onderscheiding daar deel uitmaken van het decoratiestelsel van de Republiek China. De in Peking residerende regering van de Volksrepubliek China verleent deze onderscheiding niet.

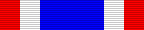
Lint